# Верхнє Анисимово
Верхнє Ани́симово (рос. Верхнее Анисимово) — присілок у складі Великоустюзького району Вологодської області, Росія. Входить до складу Опоцького сільського поселення.

## Населення
Населення — 67 осіб (2010; 105 у 2002).
Національний склад (станом на 2002 рік):
- росіяни — 98 %